# Assens-ulykken (1948)
Den første Assens-ulykke skete 7. januar 1948, da morgengodstoget ikke kunne standse ved ankomst til Assens. Årsagen var formenlig et defekt bremsesystem.
Toget fortsatte over Willemoesgade i Assens og ind i stuen på et hus, men standsede inden soveværelset, hvor husets beboere befandt sig. Togføreren, der var hjemmehørende i Assens, blev så alvorligt kvæstet at han døde samme dag. En togbetjent blev derudover kvæstet.
Assens-ulykken i 1960 fandt sted på samme måde.
|  | Denne artikel kan blive bedre, hvis der indsættes geografiske koordinater Denne artikel omhandler et emne, som har en geografisk lokation. Du kan hjælpe ved at indsætte koordinater i wikidata. |